# ボブ・アインスタイン
ボブ・アインスタイン（Bob Einstein, 1942年11月20日 - 2019年1月2日）は、アメリカ合衆国ロサンゼルス出身の俳優。ユダヤ系ロシア人の家庭に生まれ、弟のアルバート・ブルックスも俳優である。

## 出演作品

### テレビ
- ラリーのミッドライフ★クライシス（マーティ・ファンクハウザー）
- ブル～ス一家は大暴走!

### 映画
- オーシャンズ13
- スーパー・デイブ それいけ!おバカなスタントマン!